# Torneo de Estambul 2021
El Torneo de Estambul 2021 (también conocido como el TEB BNP Paribas Tennis Championship Istanbul por razones de patrocinio) fue un torneo de tenis jugado en tierra batida al aire libre. Se trató de la decimotercera edición del torneo de Estambul, y formó parte de los torneos de la WTA 250 del WTA Tour 2021. Se llevó a cabo en Estambul (Turquía) del 19 al 25 de abril de 2021.

## Distribución de puntos
| Modalidad           | Campeona | Finalista | Semifinales | Cuartos de final | 2ª ronda | 1ª ronda | Clasificadas | 2ª ronda de clasificación | 1ª ronda de clasificación |
| Individual femenino | 280      | 180       | 110         | 60               | 30       | 1        | 18           | 12                        | 1                         |
| Dobles femenino     | 280      | 180       | 110         | 60               | 1        | -        | -            | -                         | -                         |

## Cabezas de serie

### Individuales femenino
| Tenista                  | Ranking | Preclasificada |
| Elise Mertens            | 17      | 1              |
| Petra Martić             | 21      | 2              |
| Veronika Kudermétova     | 29      | 3              |
| Daria Kasátkina          | 37      | 4              |
| Barbora Krejčíková       | 38      | 5              |
| Anastasia Pavlyuchenkova | 40      | 6              |
| Saisai Zheng             | 48      | 7              |
| Qiang Wang               | 50      | 8              |

- Ranking del 12 de abril de 2021.[2]

### Dobles femenino
| Tenista                                     | Ranking | Preclasificada |
| Veronika Kudermétova Elise Mertens          | 31      | 1              |
| Nao Hibino Makoto Ninomiya                  | 144     | 2              |
| Lara Arruabarrena Renata Voráčová           | 158     | 3              |
| Anastasia Pavlyuchenkova Anastasia Potapova | 194     | 4              |

## Campeonas

### Individual femenino
Sorana Cîrstea venció a  Elise Mertens por 6-1, 7-6(7-3)

### Dobles femenino
Veronika Kudermétova /  Elise Mertens vencieron a  Nao Hibino /  Makoto Ninomiya por 6-1, 6-1